# Seznam osobností vyznamenaných 28. října 2007
Seznam osobností, které prezident České republiky Václav Klaus vyznamenal nejvyššími státními vyznamenáními dne 28. října 2007.

## Řád Bílého lva
I. třídy
- št. kpt. Rudolf Hrubec (in memoriam)

II. třídy
- plk. v.v. Stanislav Hnělička

## Řád Tomáše Garrigua Masaryka
II. třídy
- Vladimír Bystrov
- plk. v.v. Jiří Formánek

II. třídy
- František Zahrádka

## Medaile Za hrdinství
- nprap. Mgr. Marek Král
- nprap. Mgr. Marián Šovčík

## Medaile Za zásluhy
I. stupeň
- Sestra Marie Goretti Boltnarová
- Prof. RNDr. Miroslav Fiedler, DrSc.
- Jiří Horčička (in memoriam)
- Ilja Hurník, DrSc.h.c.
- JUDr. Milan Kantor
- MUDr. Tomáš Klíma
- Prof. Ludvík Kundera
- Jan Šrámek

II. stupeň
- Anna Honová
- Václav Hudeček
- plk. v.v. Ladislav Sitenský
- Prof. MUDr. Jiří Vorlíček, CSc.
- P. Jan Zemánek, CSsR

III. stupeň
- Prof. PhDr. Dagmar Čapková, DrSc.
- Doc. PaedDr. Pavel Kolář
- Jiří Kout
- Jiří Stivín